# Tournoi d'Astana
Le Tournoi Grand Prix d'Astana est une compétition de judo organisée à Astana au Kazakhstan. 

## Éditions
| Édition | Année | Dates         | Ville hôte |
| ------- | ----- | ------------- | ---------- |
| 1re     | 2014  | 10-12 octobre | Astana     |
| 2e      | 2023  | 16-18 juin    | Astana     |
| 3e      | 2024  | 10-12 mai     | Astana     |

## Palmarès hommes
| Grand Prix   | Grand Prix         | Grand Prix         | Grand Prix              | Grand Prix            | Grand Prix              | Grand Prix         | Grand Prix       |
| Année        | -60 kg             | -66 kg             | -73 kg                  | -81 kg                | -90 kg                  | -100 kg            | +100 kg          |
| ------------ | ------------------ | ------------------ | ----------------------- | --------------------- | ----------------------- | ------------------ | ---------------- |
| 2014         | Yeldos Smetov      | Yuuki Hashiguchi   | Pierre Duprat           | Alan Khubetsov        | Komronshoh Ustopiriyon  | Maxim Rakov        | Barna Bor        |
| Grand Chelem |                    |                    |                         |                       |                         |                    |                  |
| Année        | -60 kg             | -66 kg             | -73 kg                  | -81 kg                | -90 kg                  | -100 kg            | +100 kg          |
| 2023         | Magzhan Shamshadin | David García Torné | Makhmadbek Makhmadbekov | Somon Makhmadbekov    | Tristani Mosakhlishvili | Matvey Kanikovskiy | Tamerlan Bashaev |
| 2024         | Ramazan Abdulaev   | Murad Chopanov     | Manuel Lombardo         | Sharofiddin Boltaboev | Yahor Varapayeu         | Aaron Wolf         | Tatsuru Saitō    |

## Palmarès femmes
| Grand Prix   | Grand Prix              | Grand Prix       | Grand Prix           | Grand Prix      | Grand Prix         | Grand Prix     | Grand Prix       |
| Année        | -48 kg                  | -52 kg           | -57 kg               | -63 kg          | -70 kg             | -78 kg         | +78 kg           |
| ------------ | ----------------------- | ---------------- | -------------------- | --------------- | ------------------ | -------------- | ---------------- |
| 2014         | Otgontsetseg Galbadrakh | Joana Ramos      | Hedvig Karakas       | Yarden Gerbi    | Bernadette Graf    | Natalie Powell | Franziska Konitz |
| Grand Chelem |                         |                  |                      |                 |                    |                |                  |
| Année        | -48 kg                  | -52 kg           | -57 kg               | -63 kg          | -70 kg             | -78 kg         | +78 kg           |
| 2023         | Assunta Scutto          | Odette Giuffrida | Sarah-Léonie Cysique | Kim Ji-su       | Elisavet Teltsidou | Mao Izumi      | Xu Shiyan        |
| 2024         | Galiya Tynbayeva        | Gefen Primo      | Christa Deguchi      | Katarina Krišto | Tais Pina          | Ma Zhenzhao    | Romane Dicko     |